# Kenyon Martin (2001)
Kenyon Lee Martin jr. (Los Angeles, 6 gennaio 2001) è un cestista statunitense, professionista nella NBA con gli Utah Jazz.

## Carriera

### High school
Una recluta a tre stelle della Sierra Canyon School di Chatsworth, in California, Martin ha giocato al fianco di Scotty Pippen Jr. e Cassius Stanley . Martin ha segnato una media di 16,7 punti e 9,8 rimbalzi a partita per i campioni consecutivi della California Open Division.
Martin inizialmente aveva deciso di giocare per Vanderbilt prima di optare per un anno post laurea presso l'IMG Academy. Ha una media di 20 punti e otto rimbalzi a partita all'IMG Academy, attirando lodi per il suo atletismo. Martin ha segnato 37 punti al National Prep Showcase e ha dimostrato un tiro in sospensione migliorato.
Ha dichiarato la propria eleggibilità per il Draft NBA 2020 il 24 marzo dello stesso anno.

### NBA

#### Houston Rockets (2020-)
Il 18 novembre 2020 è stato chiamato dai Sacramento Kings con la 52ª scelta assoluta nel Draft NBA 2020. Il 25 novembre 2020, è stato ceduto agli Houston Rockets in cambio di considerazioni in denaro e una futura scelta al secondo turno. Martin ha firmato un contratto quadriennale con i Rockets il 30 novembre.

## Statistiche

### NBA

#### Regular season
| Anno      | Squadra            | PG  | PT | MP   | TC%  | 3P%  | TL%  | RP  | AP  | PRP | SP  | PP   |
| --------- | ------------------ | --- | -- | ---- | ---- | ---- | ---- | --- | --- | --- | --- | ---- |
| 2020-2021 | Houston Rockets    | 45  | 8  | 23,7 | 50,9 | 36,5 | 71,4 | 5,4 | 1,1 | 0,7 | 0,9 | 9,3  |
| 2021-2022 | Houston Rockets    | 79  | 2  | 21,0 | 53,3 | 35,7 | 63,4 | 3,8 | 1,3 | 0,4 | 0,5 | 8,8  |
| 2022-2023 | Houston Rockets    | 82  | 49 | 28,0 | 56,9 | 31,5 | 68,0 | 5,5 | 1,5 | 0,5 | 0,4 | 12,7 |
| 2023-2024 | L.A. Clippers      | 2   | 0  | 15,5 | 40,0 | 20,0 | 50,0 | 1,5 | 0,5 | 1,0 | 0,5 | 5,0  |
| 2023-2024 | Philadelphia 76ers | 58  | 2  | 12,3 | 54,4 | 30,4 | 53,8 | 2,2 | 0,9 | 0,3 | 0,2 | 3,7  |
| 2024-2025 | Philadelphia 76ers | 24  | 7  | 20,0 | 61,6 | 38,1 | 82,8 | 3,0 | 0,8 | 0,5 | 0,7 | 6,4  |
| 2024-2025 | Utah Jazz          | 19  | 9  | 22,7 | 49,0 | 18,9 | 72,2 | 2,8 | 1,5 | 0,3 | 0,3 | 6,3  |
| Carriera  | Carriera           | 309 | 77 | 21,6 | 54,5 | 32,9 | 67,3 | 4,0 | 1,2 | 0,5 | 0,5 | 8,6  |

#### Massimi in carriera
- Massimo di punti: 31 vs Memphis Grizzlies (22 marzo 2023)[1]
- Massimo di rimbalzi: 15 vs Atlanta Hawks (25 novembre 2022)
- Massimo di assist: 7 vs Milwaukee Bucks (7 maggio 2021)
- Massimo di palle rubate: 3 (6 volte)
- Massimo di stoppate: 3 (4 volte)
- Massimo di minuti giocati: 44 vs Philadelphia 76ers (5 maggio 2021)

### G League
| Anno      | Squadra       | PG | PT | MP   | TC%  | 3P%  | TL%  | RP   | AP  | PRP | SP  | PP   |
| --------- | ------------- | -- | -- | ---- | ---- | ---- | ---- | ---- | --- | --- | --- | ---- |
| 2020-2021 | R.G.V. Vipers | 10 | 9  | 31,5 | 47,9 | 13,9 | 66,7 | 11,4 | 1,8 | 0,8 | 1,9 | 17,5 |
| Carriera  | Carriera      | 10 | 9  | 31,5 | 47,9 | 13,9 | 66,7 | 11,4 | 1,8 | 0,8 | 1,9 | 17,5 |